# 李新 (1918年)
李新（1918年9月15日—2004年2月5日），原名李忠慎，字德余，男，四川荣昌人，中华人民共和国历史学家。

## 生平
出生于四川省荣昌县安富镇（现重庆市）。其父曾参加过同盟会和辛亥革命时的保路同志会。
1934年，李新考入在重庆的川东师范学校念书，一二九运动中担任重庆学生救国联合会主席。1936年遭学校当局开除后，到万县民众教育馆三正埠分馆任主任馆员，此时期经中共党员李成之（后更名李直）发展而加入组织。
1938年初，他与李直及同学王方名、罗义淮等通过万州日报社欧阳克明的关系，由万县步行到延安，入陕北公学，同年（再次）加入中国共产党。在陕北公学毕业后，到八路军西安办事处任招生委员。其后历任中共中央北方局组织科科长、中共晋冀鲁豫中央局青委书记、杞县工委书记、北平军事调处执行部中共方面整军小组秘书、中共中央华北局青委负责人及永年县委书记等职务。
中华人民共和国成立前夕，李新主动请求调入华北大学（中国人民大学前身），协助吴玉章筹建中国人民大学，历任中国人民大学教务长、党委副书记（1950年，李新曾收到邓小平电报，请他去中共中央西南局任青委书记兼西南军政委员会秘书长，但他婉拒邓小平，坚持治学）。
1956年秋，约请几位志同道合的学者到北京，开始编写《中国新民主主义革命时期通史》，任编书组组长，后数经波折，至1961年成书出版，是为当时历史条件下中国大陆上的中国近代（1919-1949年）史研究之唯一专著。
1957年“反右运动”开始后，原已自诫守口不言，未料中国人民大学的党组书记竟然捏造消息，发在北京市委内部刊物《党内参考资料》上，称人大党委常委李新擅自召集校务委员会，让大右派分子吴景超、李景汉参加，引起广大群众不满云云。李新见此怒不可遏，立即写成一信，欲要求更正。校长吴老（玉章）劝他冷静，并提示一句“他们就是要你跳嘛！”李新方意识到这是“引蛇出洞”圈套，企图诱使他“反对市委”，进而升级整肃，于是持信未发，避免了像同在人大工作的葛佩琦那样被打成“极右派”的厄运。
1960年，担任中国文字改革委员会秘书长。1962年，进入中国社会科学院近代史研究所任研究员、副所长。
在“文革”中身处逆境，但始终不失历史学家的视角，保持冷静，观局料事，并相机向叶剑英、邓小平提出整顿建议（例如在邓第一次复出时曾建言设立国务院政治研究室，邓传话表示愿闻其详，并如议实施），尽力抵制“文革”对中国造成的破坏。
1972年8月，接受周恩来和董必武布置的编写民国史的任务，开始主编《中华民国史》，至1973年12月，编成《中华民国史资料丛稿》三套（作为中华民国史研究的工具书，计有《中华民国大事记》、《中华民国人物志》、和《中华民国的政治、经济和文化》），由中华书局出版。
“文革”后曾担任全国政协文史资料研究委员会副主任，中国史学会理事，中国现代史学会理事长，中共中央党史研究室副主任。1979年，作为中国社会科学代表团成员赴美国访问讲学。自1980年起担任第五、六、七届全国政协委员。
2004年2月5日在北京逝世。

## 身后
2008年，李新的回忆文章及遗稿经其学生陈铁健整理成书的《流逝的岁月——李新回忆录》几经周折终于由山西人民出版社出版，此回忆录与那一代的其他人写的回忆文字颇有不同，透露出对中共历史上种种问题的反思与批判，故而得到许多知名学者和评论家的介绍推许，2019年复由四川人民出版社再版。

## 著作
主要代表作有：
- 《中国新民主主义革命简史》
- 《中国革命史的几个问题》
- 《中国新民主主义革命史讲话》

与他人合著并担任主编：
- 《中国新民主主义革命时期通史》
- 《中国革命史》
- 《中华民国史》